# Judecătoria din Turda
Construcția clădirii fostei Primării, ulterior sediul Tribunalului, apoi a Judecătoriei Turda, din Piața Republicii nr. 5, a avut loc între anii 1795-1806, folosindu-se exclusiv pietre fasonate aduse din castrul roman Potaissa de pe „Dealul Cetății”. 

## Istoric
Pe podele se mai văd si astăzi cărămizi care poartă inscripția reliefată LVM (Legiunea a V-a Macedonica). Edificiul a fost proiectat de arhitectul autodidact János Kövesi, care a proiectat și clădirea fabricii de bere din Turda și vechiul pod de lemn peste Arieș (demolat).
Despre această clădire Balázs Orbán notează următoarele în cartea sa din 1889 : 
„Dintre edificiile cele mai însemnate din piață trebuie mai cu seamă să scot în relief «Palatul Orașului», care este în partea de sus a pieții, în fața fruntariului bisericii celei mari romano-catolice. Aceasta este un edificiu cu etaj, de mari proporții, cu acoperiș terminat în turn, care este important nu atât pentru vechimea sa (fiind clădit între anii 1795-1806), ci mai ales pentru ca este clădit aproape în întregime din material provenit din pietrele care reamintesc puterea Romei (castrul roman Potaissa). Din castrul roman au fost aduse cărămizi cu ștampila LVM (Legiunea a V-a Macedonica), în pereți au fost incastrate monumente sculptate, iar pe coridor o masă funerară în relief. «Palatul Orașului» a început sa fie construit în anul 1795, în timpul locotenenței lui Daniel Köpeczi. Arhitect a fost János Kövesi, vestitul autodidact, care a proiectat și podul de lemn peste Arieș și Fabrica de Bere din Turda. Pentru meritele sale, János Kövesi a fost ales consilier orășenesc. In turnul cel mic s-a pus un clopot mai vechi, zis «constituțional», pe care se vede inscripția următoare: «Turnat din ordinul orașului nobil Turda, în anul 1742, în timpul locotenenței lui György Vásárhely. Georgius Nemes fecit» (executat de Georgius Nemes). Cu acest clopot se anunța începerea Adunărilor Generale ale orașului. Numele de «constituțional» provine de acolo, că nu a fost tras de la 1849 până la 1867 (perioada absolutismului), numai după 1867, după restabilirea stării constituționale. «Casa Orașului» («Palatul Orașului») a fost folosită ca primărie între anii 1812-1849. În timpul absolutismului (1849-1867) a fost ocupată de funcționarii județeni, care, după restabilirea constituției în 1867, au fost îndepărtați de acolo. În anul 1889 funcționa în această clădire Tribunalul, iar autoritățile orașului (Primăria) au fost mutate într-o casă mai mică din vecinătate, cumpărată în anul 1861 de la familia Tarsoly.”
Din compararea a 2 fotografii de epocă (prima din anul 1889, a doua dinaintea anului 1918) se constată că la finele secolului al XIX-lea și la începutul secolului al XX-lea clădirea a fost extinsă la colț, pe latura dinspre actuala str. G.Coșbuc.
Primăria s-a mutat în clădirea fostei Prefecturi (Piața 1 Decembrie nr.28), după desființarea Comitatului Turda-Arieș în 1925, clădirea fiind utilizată de instanțele judecătorești din Turda. 
În partea din spate a fostei judecătorii (spre strada Dacia) a funcționat penitenciarul orașului. Construită în interiorul penitenciarului, capela (folosită în comun de Biserica Greco-Catolică și de Biserica Ortodoxă) răspundea necesităților spirituale ale deținuților. A funcționat până la desființarea județului Turda în anul 1950.
Clădirea a fost dezafectată pe data de 20 august 2008, din cauza pericolului de surpare a tavanelor si pereților. Judecătoria s-a mutat provizoriu în Piața 1 Decembrie 1918 nr.29 (2008-2011), apoi în Piața Romană nr.12 (după 2011).
Până în anul 2016 melodia turnului cu ceas de pe acoperișul clădirii a fost „Menuetul” de Luigi Boccherini, apoi melodia turnului Big-Ben din Londra.

## Galerie de imagini

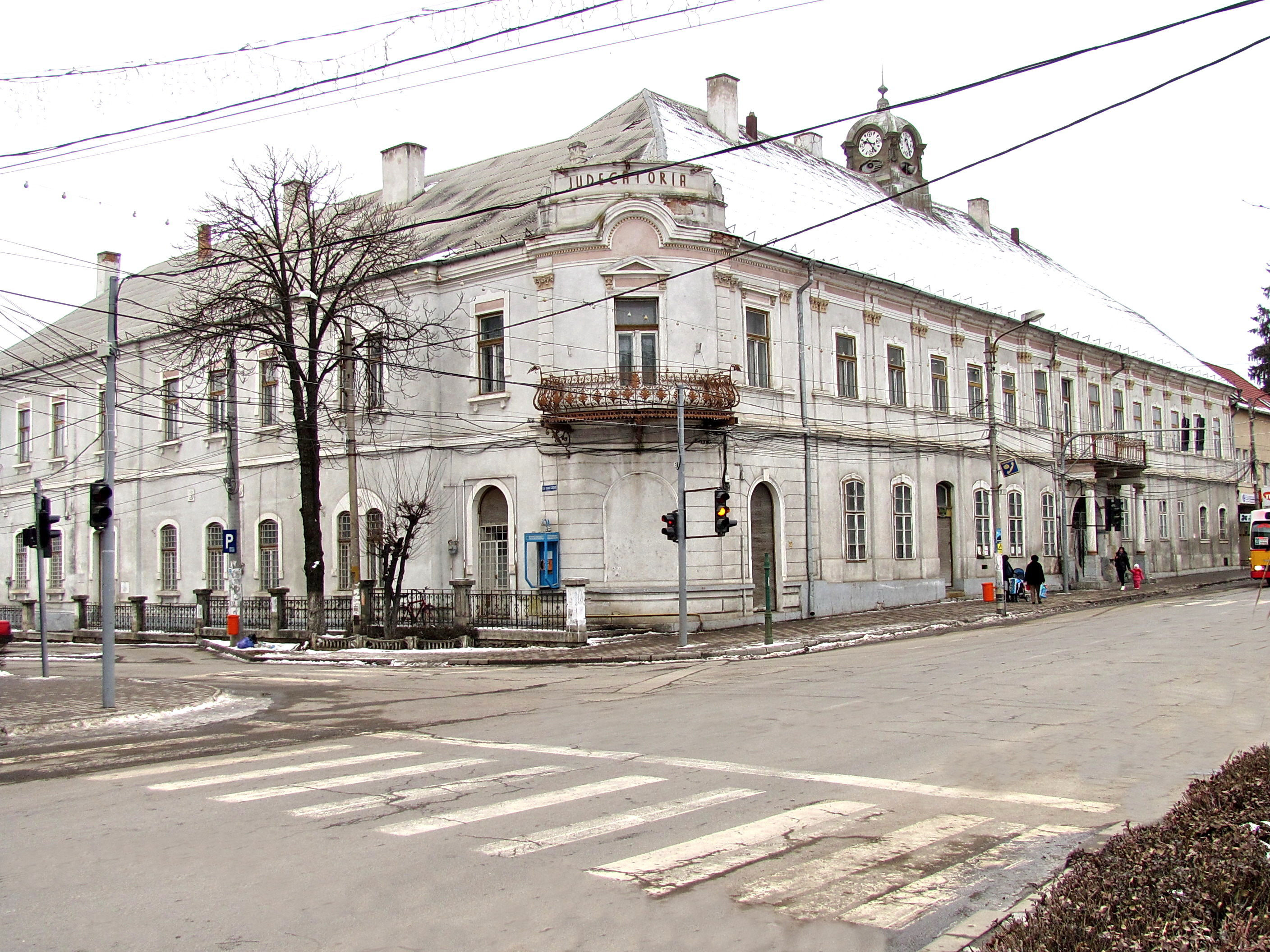
Judecătoria
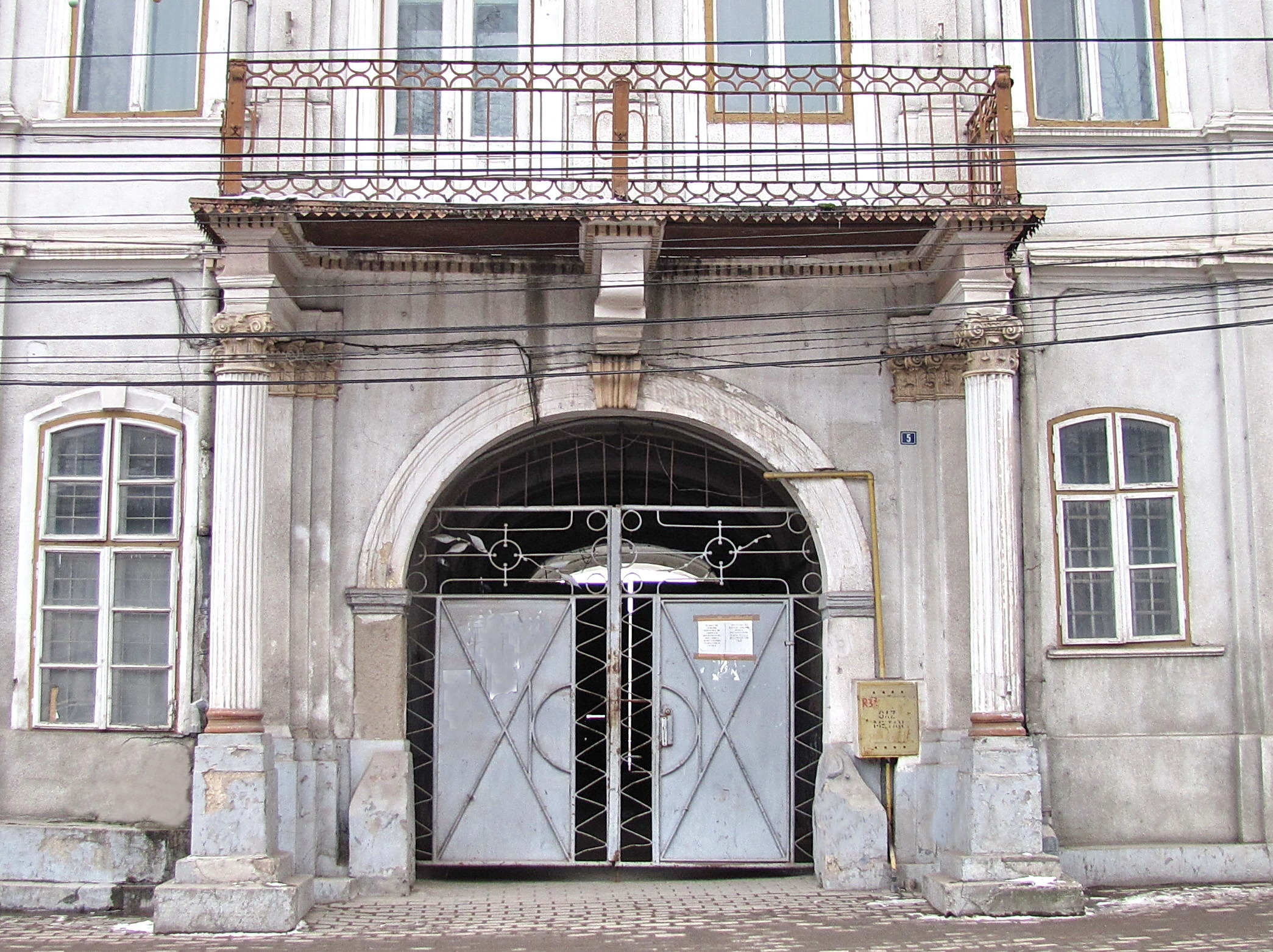
Detaliu
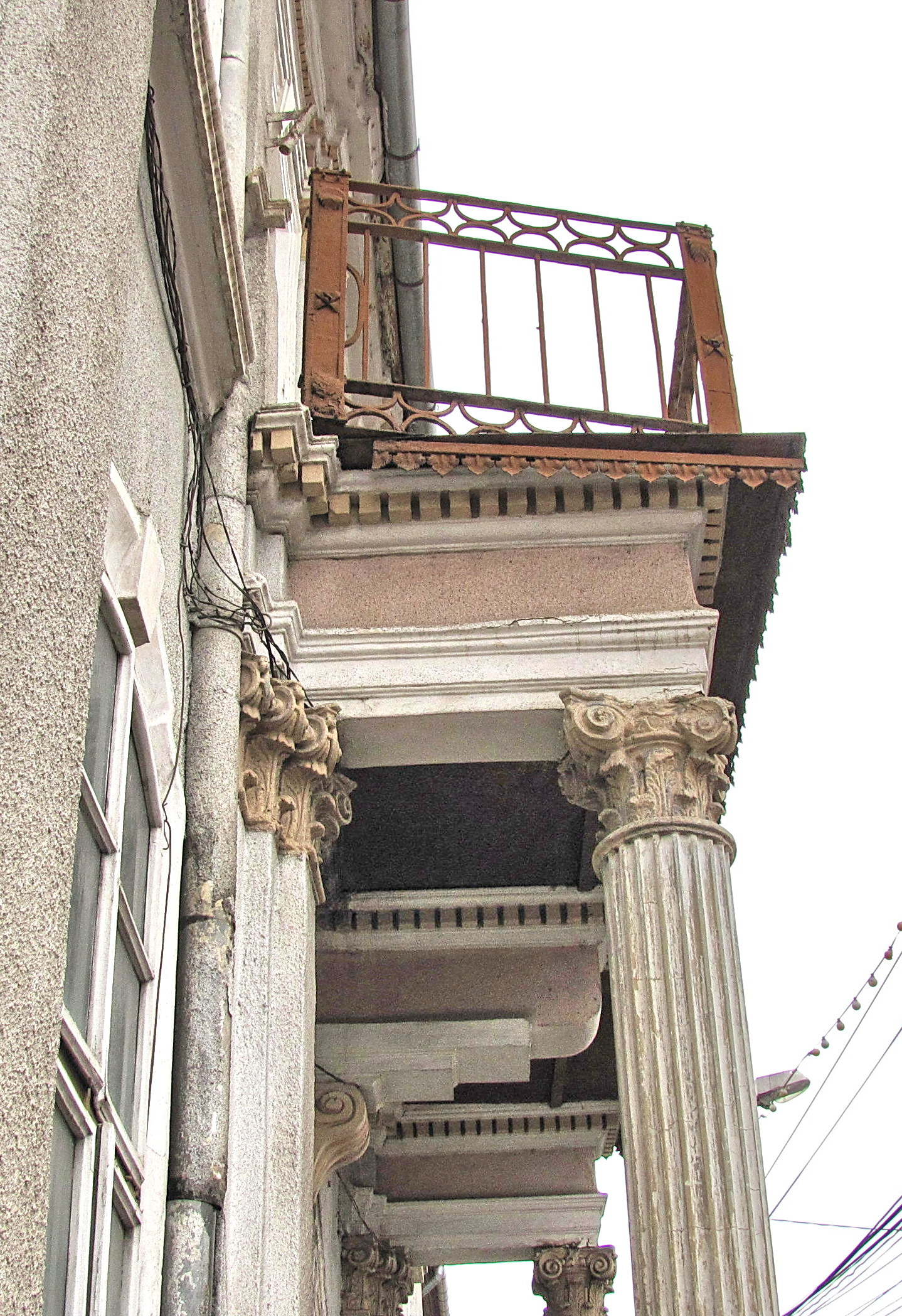
Detaliu
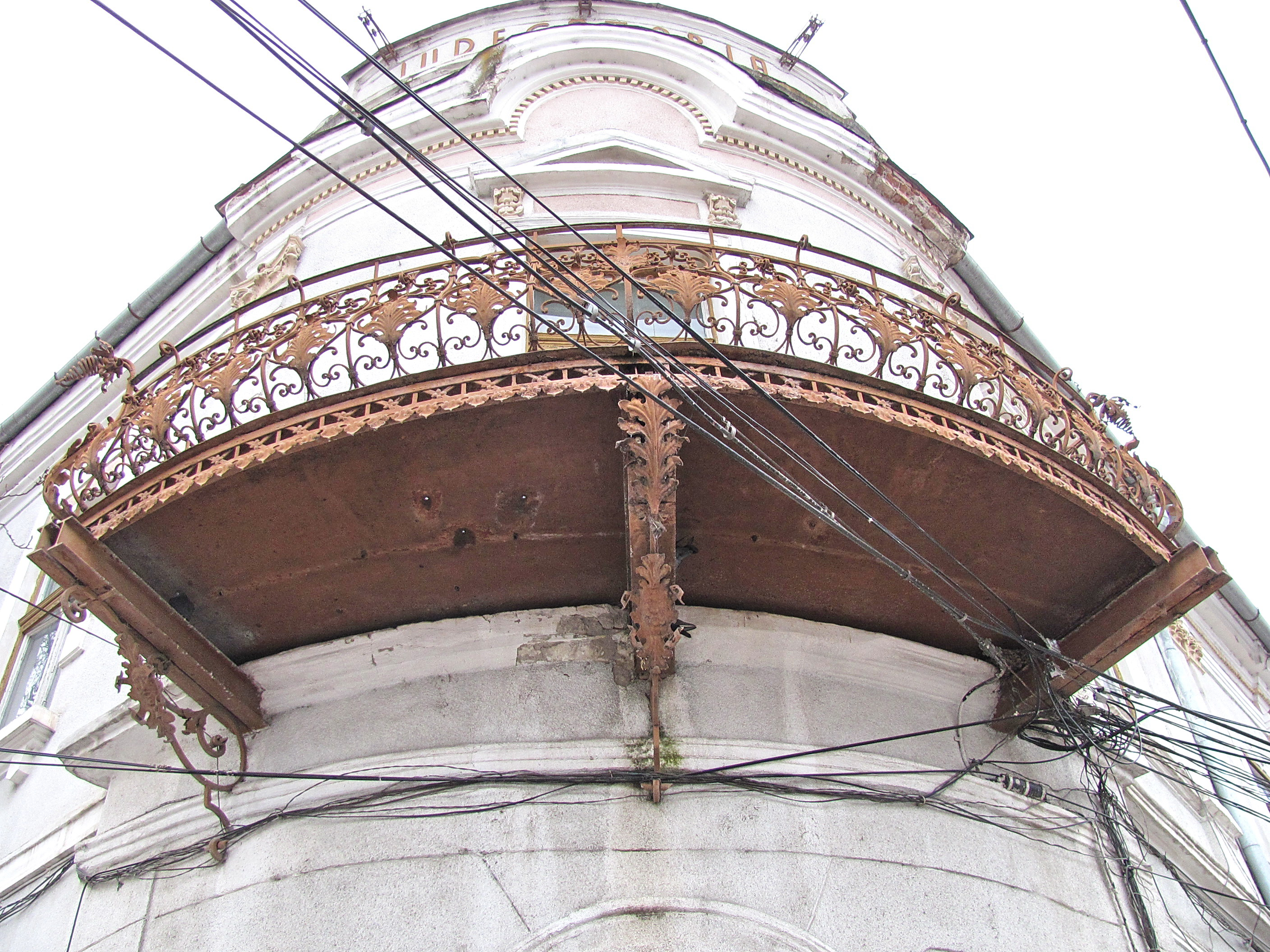
Detaliu
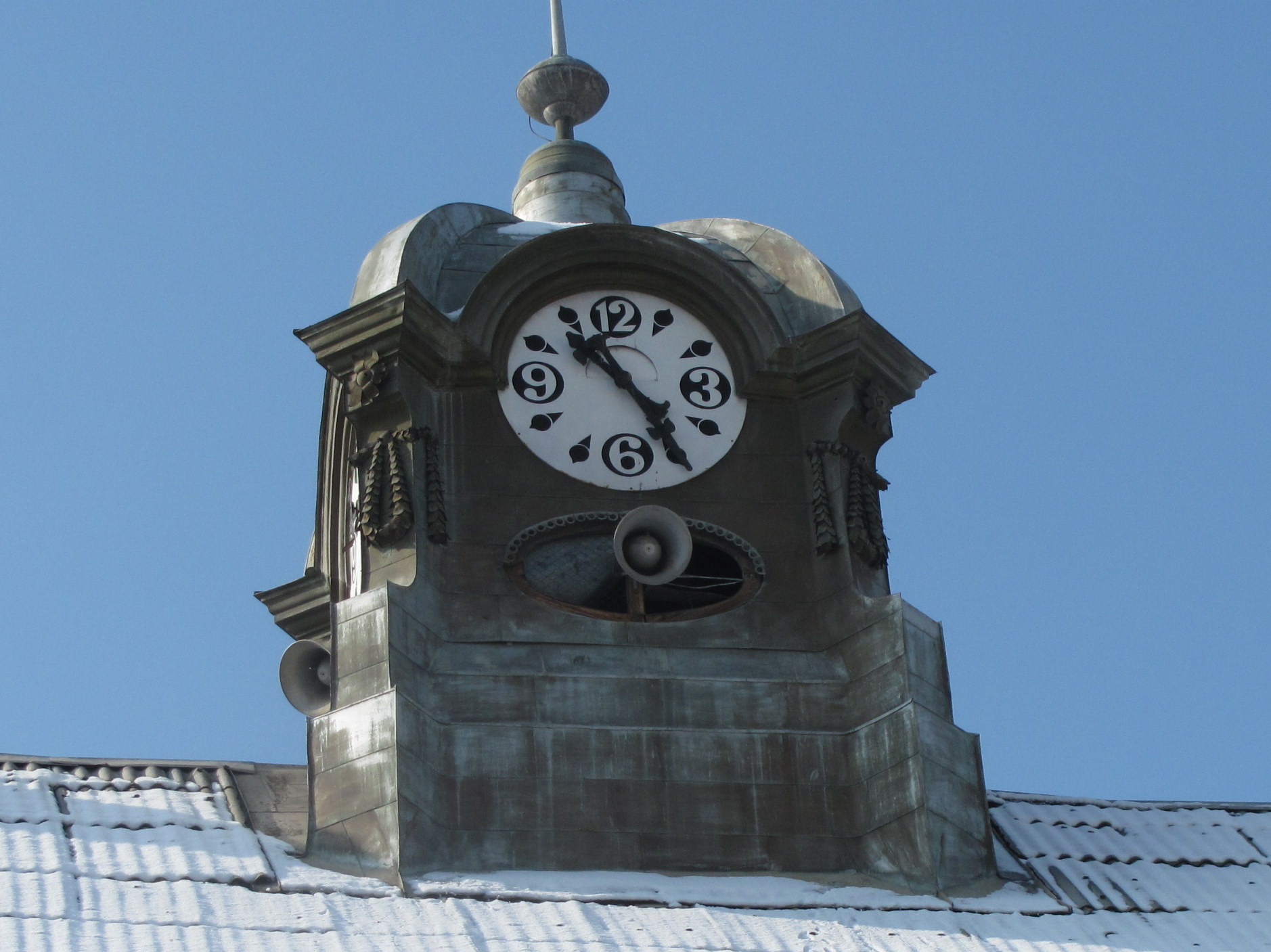
Turnul cu ceas de pe acoperiș (reproduce melodia turnului Big-Ben din Londra)
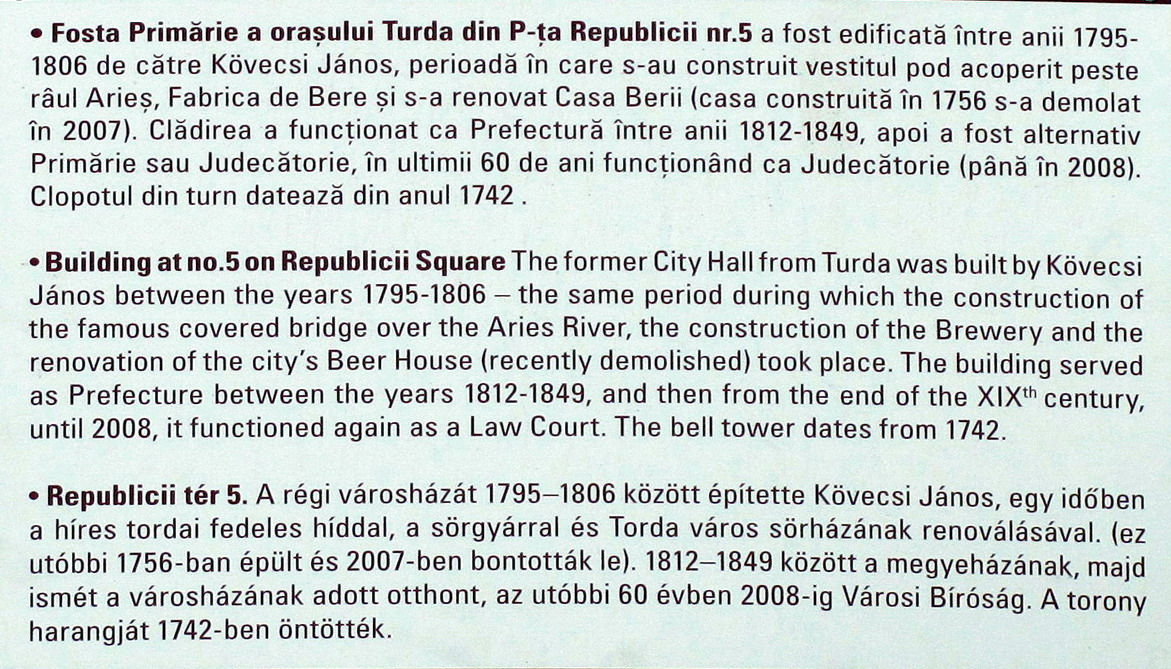
Placă informativă